# College Rolduc
College Rolduc is een voormalige katholieke scholengemeenschap in Kerkrade met gymnasium, atheneum, havo en vmbo. De gemeenschap telde ongeveer 2400 leerlingen, verspreid over verscheidene locaties in Kerkrade-Centrum (Holz en Rolduc) en Kerkrade-West (Campus).

## Geschiedenis
Rolduc was een van de oudste onderwijsinstellingen in Nederland: hier werd al vanaf de twaalfde eeuw onderwijs gegeven. Vóór de reeks fusies en samenvoegingen bestond hier nog een categoriaal gymnasium.
In augustus 1996 vond de fusie plaats van het Katholiek Gymnasium Rolduc met het nabijgelegen Antonius Doctor College (ADC). Vanaf 2001 vielen alle scholen voor voortgezet onderwijs in Kerkrade onder College Rolduc. Vroeger lagen ze verspreid over zeven locaties. Nadien is men teruggegaan naar vier locaties, en met ingang van het schooljaar 2007/2008 is ook de locatie Elbereveld (het vroegere Sancta Maria) niet meer in gebruik. Vanaf 2009 is College Rolduc gefuseerd met Brandenberg (Landgraaf) en sinds dat jaar is de bovenbouw gevestigd in de locatie Brandenberg (Landgraaf) en de onderbouw in locatie Holz (Kerkrade). Vmbo wordt met name gegeven in de locatie Campus (het vroegere Sancta Maria).
In januari 2009 werd bekend dat College Rolduc samen zou gaan met het Eijkhagen College uit het aangrenzende Landgraaf, in de jaren zestig ooit begonnen als dependance van het Heerlense Bernardinuscollege. Samen gingen Rolduc en Eijkhagen Charlemagne College heten, vernoemd naar Karel de Grote. De nieuwe situatie is ingegaan vanaf het schooljaar 2009-2010. Daarmee verdween definitief de naam Rolduc als schoolnaam. De nieuwe namen voor de verschillende locaties door Kerkrade en Landgraaf zijn: "Locatie Rolduc" voor wat nu Havo@Mavo en Lyceum Rolduc is, "Locatie Campus" voor het huidige Vakcollege (eerder ook al Campus geheten) en Locatie Eijkhagen en Locatie Brandenberg voor de twee vestigingen van het voormalige Eijkhagen College.

## Bijzonderheden
Rolduc kenmerkt zich door een lange geschiedenis binnen het onderwijs, het historische abdijgebouw en de, toch nog steeds bestaande, kleinschaligheid. Ook zijn er enkele noemenswaardige extra-curriculaire activiteiten op College Rolduc, zoals een schoolkrant, "Vox Rodenses" genaamd, Showtime en de Avond der Muzen (een culturele avond voor en door leerlingen). Ook is er een samenwerkingsverband tussen Roda JC en aanstormend voetbaltalent op Rolduc.

## Schoolorkest

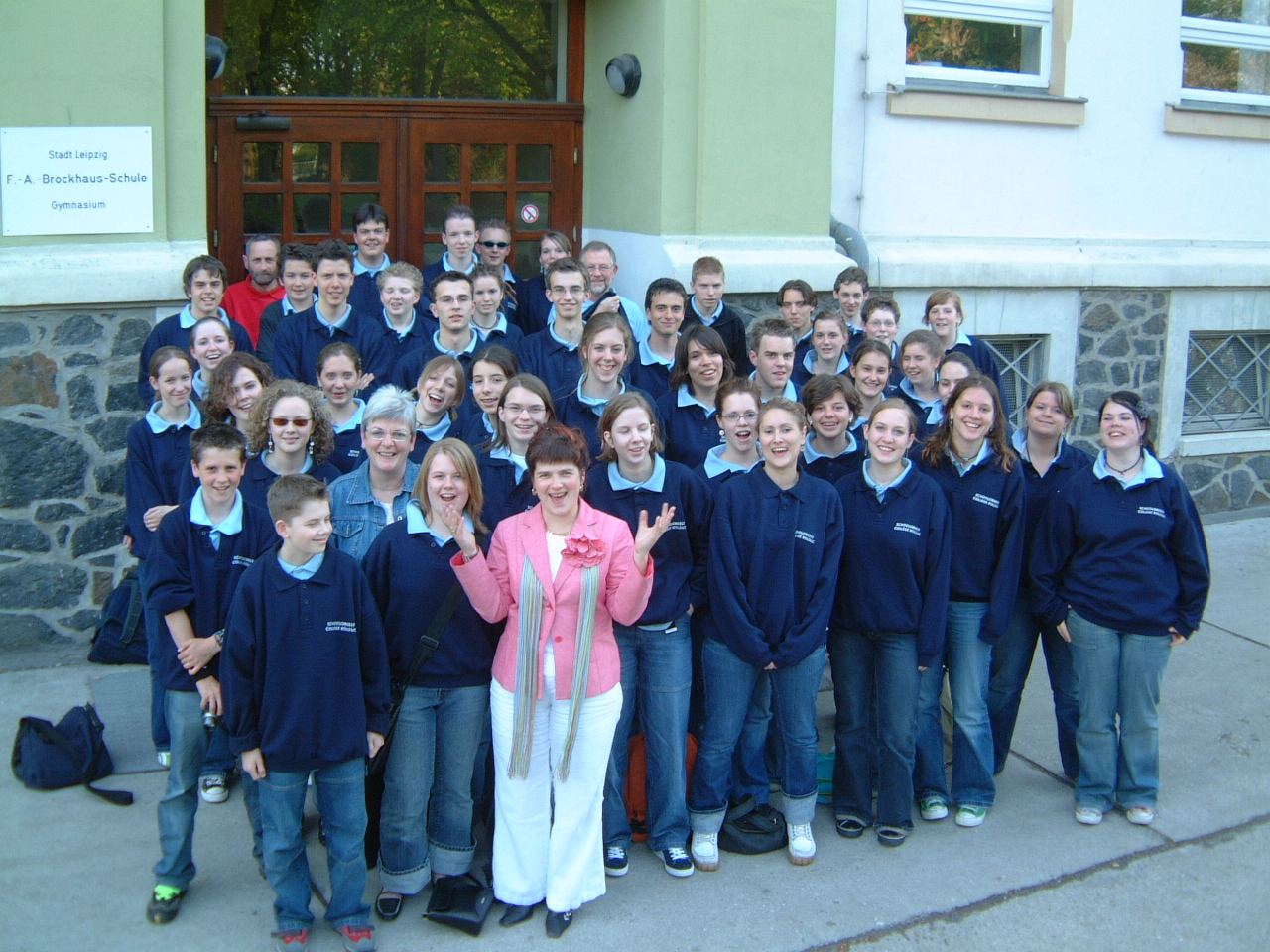
Het Schoolorkest te Leipzig

Het Schoolorkest College Rolduc is een Harmonieorkest van ongeveer 50 leden. Onder de jaarlijkse optredens vallen de Kerstviering, Diploma-uitreiking, Open Dagen, het Koffieconcert en men streeft jaarlijks naar een of meerdere concerten buiten de provinciegrenzen. Elke vrijdagmiddag wordt gerepeteerd in de aula van College Rolduc locatie Saffenberg. Het orkest is in 1994 opgericht.

## Oud-leerlingen
- Robbert van Zinnicq Bergmann
- J.A. Dautzenberg
- Franck Ploum
- Anya Niewierra
- Petra Dassen-Housen